# Jiří Váňa
Jiří Váňa (11. ledna 1940 Praha – 8. dubna 2018) byl český bryolog.

## Život
Jiří Váňa se narodil v Praze, ale základní a střední školu navštěvoval v Chomutově. Vystudoval botaniku na Karlově Univerzitě v Praze, kde do konce života působil jako vědec a pedagog. V diplomové práci (1962) zpracoval pod vedením prof. Bohuslava Fotta společenstva krušnohorských rašelinišť. Byl členem KSČ.
Po celý život se věnoval bryologii, nejvíce se zabýval systematikou játrovek. Jakožto jeden z předních světových hepatikologů se věnoval čilé publikační činnosti, čítající několik stovek odborných článků. Přednášel na konferencích a byl členem redakčních rad mnohých vědeckých časopisů. Významně se podílel na tvorbě českých bryologických checklistů a bryologického klíče. Byl také autorem několika skript zabývajících se mechorosty. Stál u založení Bryologicko-lichenologické sekce České botanické společnosti (1988) a byl jejím místopředsedou v letech 1993–1997.
Členství ve vědeckých společnostech: člen výboru European Committee for Conservation of Bryophytes, International Association of Bryologists, International Association for Plant Taxonomy – Committee for Bryophyta, American Bryological and Lichenological Society, British Bryological Society, Česká botanická společnost.

## Dílo
- Obecná bryologie, 2006, ISBN 80-246-1093-0
- Speciální bryologie I. Marchantiophyta, Anthocerotophyta, 2006, ISBN 80-246-1164-3
- Speciální bryologie II/1. Bryophyta, 2006, ISBN 80-246-1264-X
- Speciální bryologie II/2. Bryophyta, 2007, ISBN 978-80-246-1399-4
- Sinice, řasy, houby, mechorosty a podobné organismy v současné biologii s Tomášem Kalinou; 2005. 606 s., ISBN 80-246-1036-1
- Mechorosty České republiky; on-line klíče, popisy a ilustrace (Jan Kučera, ed.) Klíč k určování mechorostů ČR s Janem Kučerou, Zbyňkem Hradílkem, Zdeňkem Soldánem; 2004, dostupné z: https://botanika.prf.jcu.cz/bryoweb/klic/index.php
- Check- and Red list of bryophytes of the Czech Republic, s Janem Kučerou; 2003